# Prostherapis dunni
"Prostherapis" dunni (Rivero, 1978) è un anfibio anuro, appartenente alla famiglia degli Aromobatidi.

## Etimologia
L'epiteto specifico è stato dato in onore di Emmett Reid Dunn.

## Distribuzione e habitat
È endemica della Cordigliera della Costa in Venezuela. Si trova tra i 500 e i 1520 metri di altitudine nel Distretto Capitale.

## Tassonomia
Grant et al (2006) classificano la specie incertae sedis, anche se la considerano vicina al genere Aromobates.